# Canon EOS-1D
Canon EOS-1D – profesjonalna lustrzanka cyfrowa japońskiej firmy Canon z serii EOS. Jej premiera miała miejsce w listopadzie 2001 roku. Posiada matrycę CCD o szerokości 28,7 mm i rozdzielczości 4,15 megapikseli. W wyposażeniu aparatu znajduje 2-calowy ekran LCD z trybem Live View. Jest pierwszym aparatem z serii Canon EOS 1D.